# 罪與罰 (單曲)
《罪與罰》（日语：／ Tsumi to Batsu）是日本音樂家椎名林檎的第六張單曲，和第五張單曲《石膏》一起於2000年1月26日由東芝EMI／Virgin Music發行。特別的是《罪與罰》同時也是俄國文學家杜斯妥也夫斯基的代表作，但歌曲跟小說並沒有直接的關連。初回生產限定盤為「雷射內頁」。
在單曲銷售成績方面，本張單曲在日本Oricon銷售榜上最高位居單週第4名，名列2000年年度銷售榜第38位。而在銷售認證上，單曲《罪與罰》銷售突破40萬張，在2000年3月通過日本唱片協會認定為白金唱片。

## 單曲概要
《罪與罰》是椎名林檎繼1999年10月發表《本能》後，睽違三個月的新單曲，與第五張單曲《石膏》同日發行。歌曲「罪與罰」最早是於椎名林檎首次日本巡迴演唱會《先攻高潮》上演唱，而在福岡場的演唱會中，椎名林檎在演唱「罪與罰」後，開玩笑地對歌迷說：「如果想要讓『罪與罰』成為單曲的唯一方法就是請歌迷寫信到EMI」。當《先攻高潮》巡迴演唱會結束後，EMI開始湧進許多「希望將這首歌做成單曲」的請求信。當時唱片公司剛好也在商議單曲《本能》的續作，因此被拿來做討論，椎名林檎認為要在《罪與罰》、《石膏》兩張單曲之間做選擇太過於困難，因此便決定同時發售。
在單曲封面和音樂錄影帶中，椎名林檎身穿紅色皮衣、使用黑色的眼妝，甚至剃掉眉毛。椎名林檎雖然表示這樣她就可以隨意地每天變換眉毛的樣貌，但RAT採訪的記者卻被這副景象給嚇壞了，甚至以為看見了瑪麗蓮·曼森。
在單曲發售時程上，本張單曲於2000年1月26日在日本發行，台灣則是與日本同步發行單曲。之後，於2006年2月1日開始接受歌迷全曲下載的服務。
最後，在單曲銷售成績方面，本張單曲在發行當週以36.6萬張的銷售量在日本Oricon銷售榜上位居第4名，總計在Oriocn銷售榜上榜11週，累積銷售達54.6萬張，名列2000年年度銷售榜第38位。同時，單曲銷售突破40萬張，在2000年3月通過日本唱片協會認定為雙白金唱片。

### 對稱美學
《石膏》和《罪與罰》這兩張同一天發行的新單曲，首次出現椎名林檎對稱美學，日後在專輯《勝訴的新宿舞孃》的訪談中提到：「以勝訴的新宿舞孃來說，如果沒有『自我』的話，『禁慾』也會消失。就是有這種多餘的拘泥，讓有些歌曲因而變得很可憐。」在這兩張單曲中，歌曲曲目的順序皆是以「A面曲、翻唱曲、B面曲」這樣的方式排列。在單曲封面上，《石膏》採用藍色的色調，椎名林檎並將蘋果給切成兩半，而在《罪與罰》則是採用紅色的色調，這次則是把車子給切成兩半。此外，兩張單曲都有客座吉他手，分別是《石膏》中彈奏「Σ」的田渕ひさ子及在《罪與罰》中彈奏的淺井健一。
|  | 01 |  |
|  | 02 |  |
|  | 03 |  |
|  |    |  |

### 音樂錄影帶

椎名林檎在音樂錄影帶中穿著紅色皮衣、手拿武士刀的意象

在單曲封面和歌曲「罪與罰」的音樂錄影帶中出現的轎車是椎名林檎購入，型號為W114的二手賓士車，名字叫做「希特勒」。這台車會變成任人宰割的道具，主因來自於椎名林檎忍受不了它在半年內故障不斷，讓她想要拿去報廢。但在旁邊的工作人員耳聞到這件消息時，就希望椎名林檎能將她的愛車做到最完善的使用，而椎名林檎也同意這項建議，因此交給工作人員使用。音樂錄影帶導演木村豊也將它做了完美的利用。但當椎名林檎進到攝影棚看到剩下一半車身的希特勒時，痛聲大哭的說：「這就是希特勒給我的最後英姿」。
拍攝完音樂錄影帶後，那一半車身也在歌曲「依存症」的音樂錄影帶中，在富士山拍攝的現場爆破了，相關片段則是收錄在音樂錄影帶專輯《性治療~第二輯~》裡。現今，「希特勒」的殘骸被存放在EMI的美術倉庫中，供人欣賞。而在這之後，椎名林檎又重新購買了新車，取名叫做「結核菌素」。

### 獲獎紀錄
The SPACE SHOWER MUSIC VIDEO AWARDS
- （2000）－BEST FEMALE VIDEO－《罪與罰》

## 曲目
| 椎名林檎【罪與罰】 | 椎名林檎【罪與罰】         | 椎名林檎【罪與罰】    | 椎名林檎【罪與罰】 | 椎名林檎【罪與罰】 |
| 曲序               | 曲目                       | 词曲                  | 编曲               | 时长               |
| ------------------ | -------------------------- | --------------------- | ------------------ | ------------------ |
| 1.                 | 罪與罰                     | 椎名林檎              | 龜田誠治, 椎名林檎 | 4:43               |
| 2.                 | Can't Take My Eyes Off You | Bob Gaudio, Bob Crewe | 龜田誠治, 椎名林檎 | 4:31               |
| 3.                 | 17                         | 椎名林檎              | 龜田誠治, 椎名林檎 | 4:33               |
| 总时长：           | 总时长：                   | 总时长：              | 总时长：           | 13:49              |

### 曲目介紹
1. 罪與罰（日語：罪と罰）
  - 收錄於《勝訴的新宿舞孃》專輯中

專輯收錄時間為5分32秒，單曲收錄時間為4分43秒。
「罪與罰」雖然是俄國文學家杜斯妥也夫斯基的代表作，但同名歌曲在椎名林檎的魔力之下展現出另外一種風味。歌曲是椎名林檎因病在家休養的其間所創作的作品[5]，當時椎名林檎還利用手機傳送樣本唱片給淺井健一（日语：浅井健一），淺井健一聽完後還大讚這首歌真是太酷了[5]。而在與淺井健一一同進錄音室時，雖然椎名林檎十分地緊張，但他總是會給椎名林檎鼓勵，讓椎名林檎覺得淺井健一真是溫柔的男人[5]。
這首搖滾情謠（英语：Rock ballads）[5]的歌曲在椎名林檎以“啊～”的一聲加上吉他刺耳的摩擦聲作為開頭，立刻讓聽者毛骨悚然了起來，感覺就像是聽到一個不安定的女人從精神病院中跳出來大聲嘶吼，讓人坐如針氈。而到了後半段椎名林檎則以比較輕柔的唱腔來詮釋，但卻不減其侵略性，一點一點的侵蝕著聽者。歌詞「熾烈劃過臉龐早晨的山手線」則是椎名林檎臥病在床的感想「生病就是懲罰阿」[5]。椎名林檎更進一步表示罰就是指「本能」，因此可以說「本能」和「罪與罰」這兩首歌是在表達相同的概念，但是還是存在著些許的差異[5]。
2. Can't Take My Eyes Off You（日語：君ノ瞳ニ恋シテル）
  - 收錄於《我．放電》專輯中

翻唱曲，原唱：法蘭基·瓦利
椎名林檎表示之前在錄製「罪與罰」音樂錄影帶時的那輛二手車希特勒，因為車上僅能撥放卡式錄音帶，因此她特地弄了一個卡帶自選輯，這首歌就是卡帶中的其中一首[5]。而當椎名林檎每次聽到歌詞「I love you baby」時，眼淚都會不爭氣的打轉，於是將這感動移轉至單曲中抒發[5]。
3. 17
  - 收錄於《我．放電》專輯中

椎名林檎表示這首曲目雖然有賽會焦點合唱團（英语：Fairground Attraction）的味道，而她自己也很喜歡那個樂團，尤其是主唱璦迪芮德（英语：Eddi Reader），甚至幻想自己能夠成為璦迪芮德[5]。但因為聲線和她極為不同，椎名林檎就覺得那像珍妮斯·艾恩也蠻不錯的[5]。而這首歌正是椎名林檎受珍妮斯·艾恩的著名歌曲「At Seventeen」影響而創作的作品[5]。兩者之間的差異主要是珍妮斯·艾恩的歌曲表達「17歲時大概就像那樣」，不過椎名林檎的版本則表達「現在正值17歲」[5]。

## 演出人員及後製
| １罪與罰 後製資訊 - 於) STEREO KAMESUTA STUDIO - 於) Bernie Grundman | ２Can't Take My Eyes Off You 實演：虐待肝醣 ３17 |

## 銷售排行

### Oricon 銷售榜(日本)
《罪與罰》於01月26日發行單曲。發行首週，在日本公信榜Oricon的單曲榜2000年2月第1週付的榜單中以365,910張銷售量居單週第四名。同週第一名是銷售量突破60萬大關的樂團南方之星所發行的單曲「海嘯 (單曲)」，第二名則是偶像組合早安少女組的單曲「戀愛熱舞站」，而椎名林檎同時售的新單曲《石膏》則以40萬張位居第三名。第二週則以銷售量63,840張位居11位。總計《罪與罰》在日本公信榜Oricon的單曲榜上榜11週，累積銷售達54.6萬張。同時在2000年年銷售榜中，《罪與罰》以54.5萬張銷售量居全年第38名。而當年度歌手總銷售金額排行榜中，則以122.0億日圓居全年第3位。
| 名稱                 | Oricon銷售榜 | 初登場 | 初登場  | 最高  | 最高    | 總銷售量 | 累積上榜次數 |
| 名稱                 | Oricon銷售榜 | 排 行  | 銷售量  | 排 行 | 銷售量  | 總銷售量 | 累積上榜次數 |
| -------------------- | ------------ | ------ | ------- | ----- | ------- | -------- | ------------ |
| 2000年1月26日 罪與罰 | 週銷售排行榜 | #4     | 365,910 | #4    | 365,910 | 545,730  | 11週         |
| 2000年1月26日 罪與罰 | 月銷售排行榜 | #7     | 499,560 | #7    | 499,560 | 545,730  | 11週         |
| 2000年1月26日 罪與罰 | 年銷售排行榜 | #38    | 545,730 | #38   | 545,730 | 545,730  | 11週         |

### 其他銷售榜
| 排行榜名稱          | 最高排名 |
| ------------------- | -------- |
| (日本) CDTV Top 100 | #4       |

### 銷售認證
| 認證單位              | 銷量               |
| --------------------- | ------------------ |
| (日本) RIAJ：單曲銷售 | 白金唱片 (400,000) |

## 發行歷史
| 國家 | 發行日期      | 發行形式       | 唱片公司              | 商品編號   |
| ---- | ------------- | -------------- | --------------------- | ---------- |
| 日本 | 2000年1月26日 | CD             | 東芝EMI／Virgin Music | TOCT-22052 |
| 台灣 | 2000年1月26日 | CD(進口初回盤) | 東芝EMI／Virgin Music | TOCT-22052 |
| 台灣 | 2000年1月26日 | CD(台壓盤)     | 科藝百代              | 88822527   |

## 脚注